# 宁国市人民政府
宁国市人民政府，简称宁国市政府，是中华人民共和国安徽省宣城市宁国市的最高行政机关。

## 沿革
1949年4月23日，宁国县全县解放。同年5月，根据皖南人民行政公署通知，撤销在解放战争时期在宁国县域成立的各中共办事处，建立宁国县人民政府。1956年4月，改称宁国县人民委员会。1967年2月，受文化大革命影响，宁国县人民委员会被造反派夺权。1967年3月13日，成立宁国县革命生产领导小组，旋改称宁国县抓革命促生产第一线指挥部。1968年8月6日，宁国县革命委员会成立。1981年11月，宁国县第七次人民代表大会第一次会议选举成立宁国县人民政府，取代宁国县革命委员会。1997年3月11日，民政部决定撤销宁国县，成立宁国市，宁国县人民政府由此改制为宁国市人民政府。

## 职权
根据《中华人民共和国地方各级人民代表大会和地方各级人民政府组织法》第五十九条，县级以上的地方各级人民政府行使下列职权：
1. 执行本级人民代表大会及其常务委员会的决议，以及上级国家行政机关的决定和命令，规定行政措施，发布决定和命令；
2. 领导所属各工作部门和下级人民政府的工作；
3. 改变或者撤销所属各工作部门的不适当的命令、指示和下级人民政府的不适当的决定、命令；
4. 依照法律的规定任免、培训、考核和奖惩国家行政机关工作人员；
5. 执行国民经济和社会发展计划、预算，管理本行政区域内的经济、教育、科学、文化、卫生、体育事业、环境和资源保护、城乡建设事业和财政、民政、公安、民族事务、司法行政、监察、计划生育等行政工作；
6. 保护社会主义的全民所有的财产和劳动群众集体所有的财产，保护公民私人所有的合法财产，维护社会秩序，保障公民的人身权利、民主权利和其他权利；
7. 保护各种经济组织的合法权益；
8. 保障少数民族的权利和尊重少数民族的风俗习惯，帮助本行政区域内各少数民族聚居的地方依照宪法和法律实行区域自治，帮助各少数民族发展政治、经济和文化的建设事业；
9. 保障宪法和法律赋予妇女的男女平等、同工同酬和婚姻自由等各项权利；
10. 办理上级国家行政机关交办的其他事项。